# Małyj Rżaweć
Małyj Rżaweć (ukr. Малий Ржавець) – wieś na Ukrainie, w obwodzie czerkaskim, w rejonie czerkaskim, w hromadzie Stepanci. W 2001 liczyła 291 mieszkańców, wśród których 284 wskazało jako ojczysty język ukraiński, 6 rosyjski, a 1 inny.